# Vasilij Sergejevič Trubecki
Vasilij Sergejevič Trubecki (rusko Василий Сергеевич Трубецкой), ruski general, * 24. marec 1776, † 10. februar 1841.
Bil je eden izmed pomembnejših generalov, ki so se borili med Napoleonovo invazijo na Rusijo; posledično je bil njegov portret dodan v Vojaško galerijo Zimskega dvorca.

## Življenje
V starosti 4 let je bil vpisan kot vojak v Preobraženski polk, a je bil nato dodaljen konjenici. 5. januarja 1793 je kot kornet pričel aktivno vojaško službo. 
Čez tri leta se je pridružil civilni uradniški službi. Leta 1805 je ponovno vstopil v vojaško službo kot adjutant generala Bagrationa; zaradi izkazanega poguma je bil 13. septembra 1806 povišan v polkovnika in imenovan za poveljnika eskadre Konjeniškega gardnega polka. Leta 1806 je bil dodeljen generalštabu. 
15. februarja 1807 je bil povišan v generalmajorja. Med rusko-turško vojno (1809-10) se je ponovno odlikoval, kot tudi med veliko patriotsko vojno. 
15. septembra 1812 je bil povišan v generalporočnika. Po vrnitvi iz vojne je opravljal različno vojaško-adminstrativne kot tudi diplomarske naloge. Za zasluge v vojaški službi je bil 22. avgusta 1826 povišan v generala konjenice. 
Leta 1826 je postal senator in leta 1835 član državnega sveta.